# Tupinambis cuzcoensis
Espèce
Tupinambis cuzcoensis est une espèce de sauriens de la famille des Teiidae.

## Description
Cette espèce ovipare consomme de petits arthropodes.

## Répartition
Cette espèce se rencontre en Amérique du Sud dans les pays suivants : Pérou, Équateur et Brésil.

## Publication originale
- J.C. Murphy, M.J. Jowers, R.M. Lehtinen, S.P. Charles, G.R. Colli, A.K. Peres Jr, C.R. Hendry, R.A. Pyron, 2016 : Cryptic, Sympatric Diversity in Tegu Lizards of the Tupinambis teguixin Group (Squamata, Sauria, Teiidae) and the Description of Three New Species. PLoS ONE vol. 11, no 8. DOI e0158542.doi:10.1371/journal.pone.0158542 lire en ligne (en)